# Без кордонів трійки
Без кордонів Трійки - український гіп-гоп гурт з міста Київ, заснований у 1997 в період першої хвилі популярності репу в Україні.

## Історія гурту
Колектив, від початку відомий як «Без Кордонів Трійки» (БК-3), був заснований ще у минулому сторіччі – 1997-го року. 2001 року гурт дебютував на сьомому всеукраїнському фестивалі In Da House 200раз. Його звучання було більш ніж сучасним – із 2001-го по 2003-й БК-3 стає дипломантом «Червоної Рути», а у 2005-му – переможцем «Перлин Сезону». І це – не враховуючи менш масштабних фестивалів. Так, у 2006-му, БК-3 виступає на розігріві колективу «Zdob şi Zdub». У тому ж 2006-му виступали на Майдані на Сармат Х-Х турі за участю Bad Balance. У 2007-му – колектив стає лауреатом фестивалю «Фортеця». Поціновувачі БК-3 належним чином оцінили звучання їх першого альбому, «Наш пароль» (2001), а також релізу “FM” (2005). Кліп «Удар Рахмана» було представлено широкому загалу у 2004-му році .
У 2009-му, БК-3 входить у новий виток розвитку. Змінюється частина колективу, незмінним залишається лідер – Jarom. До нього приєднується незабутній жіночий вокал Аліни, і формується новий склад колективу під назвою «Без Кордонів» (БК). У 2014-му році Jarom оголосив про початок сольної кар'єри.

## Склад гурту
- Jarom
- Miss Lirika

## Альбоми
| Рік  | Назва        | Склад гурту |
| ---- | ------------ | ----------- |
| 2001 | «Наш пароль» | БКТ         |